# Remigio Saavedra
Martín Remigio Saavedra (Godoy Cruz, provincia de Mendoza, 1 de octubre de 1911 - Buenos Aires, 5 de julio de 1998) fue un ciclista argentino. Fue el quinto de diez hermanos y desde muy pequeño tuvo la necesidad de trabajar a causa de la extrema pobreza en la que vivía su familia.  Sus primeros trabajos fueron como lustrabotas, canillita y vendiendo carbonilla a los herreros.

## Biografía
A los 14 años corrió y ganó en Godoy Cruz su primera carrera de ciclismo.
Se fue a vivir con su hermano Cosme a la ciudad de Buenos Aires donde se afincó definitivamente.
En 1928 corrió la Doble San Isidro participando en 3.ª categoría y logró en menos de tres meses ascender a 1.ª categoría tras ganar todas las carreras que corrió.
En 1938 participó en 6 Carreras de los Seis Días, en EE. UU. y 2 en Canadá. 
Participó en varias oportunidades en la carrera de los Seis Días del Luna Park.

## Día del Ciclista en Argentina
Realizó dos veces el desafió de unir en bicicleta los 1100 kilómetros que separan las ciudades de Mendoza y Buenos Aires, el 5 de diciembre se declaró el día del ciclista argentino, ya que ese día de 1981 cumplió su segundo desafió a la edad de 70 años.
Falleció a los 86 años en la ciudad de Buenos Aires.
Conquistó más de 300 carreras ganadas de las cuales unas 200 son en pista. Compitió en un campeonato mundial en 1933 donde debió abandonar a falta de pocos kilómetros por una rotura de su bicicleta.

## Palmarés

### Ruta
1928
- Doble San Isidro (Buenos Aires)
- 6.º en Campeonato del Mundo, Ruta, Amateur, Budapest (Budapest), Hungría[3]

1930
- 2° Clasificación General Final Doble Mercedes

1931
- 2° Campeonato de Argentina en Ruta

1932
- Clasificación General Final Doble Chivilcoy

1933
- 2° Campeonato de Argentina en Ruta

1934
- Clasificación General Final Doble Chivilcoy

1936
- 2 etapas + Clasificación General Buenos Aires - Rosario
- 2 etapas Buenos Aires - Santa Fe
- 2° Rosario - Santa Fe

1939
- 3° Clasificación General Final Doble Chivilcoy